# Лагер

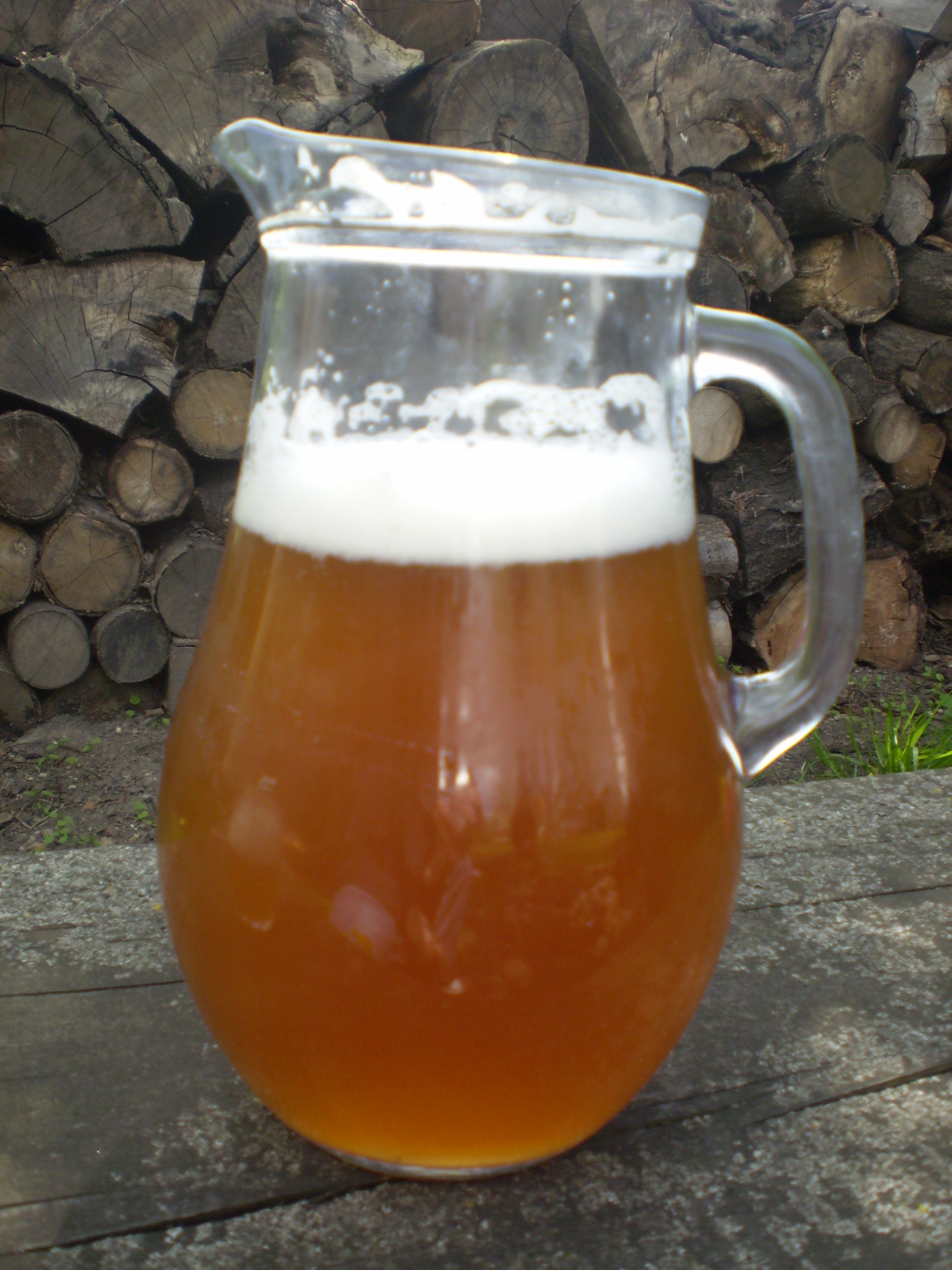
Карафа чеського лагеру

Ла́гер (від нім. Lagerbier — «пиво, яке дозріває при зберіганні») — найпоширеніший тип сучасного пива. На лагер припадає 80-90 % світового виробництва пива і лише залишок на інші типи, переважно ель. В старовину ж навпаки переважав ель, а лагер виник як екзотичний вид монастирського весняного пива. Для виготовлення лагера використовують дріжджі низового бродіння (Saccaromyces carlsbergensis). Лагер бродить повільніше за ель і за нижчих температур — 5-15 °С.

## Технологія
Зварене сусло охолоджують, додають дріжджі й дають побродити в спеціальних ємностях біля тижня за певної температури. Після цього дріжджі відділяють, а пиво проходить друге бродіння вже за помітно нижчої температури яку в старовину досягали заносячи в льохи брили криги (тому довгий час лагер був сезонним напоєм). Оскільки за низьких температур біологічні процеси вповільнюються, то це «холодне» доброджування досить тривале — від 20 днів до кількох місяців.